# Квітка-душа
«Квітка-душа» — пісня української співачки Ніни Матвієнко за участю хору київського академічного театру українського фольклору «Берегиня». Композиція була записана у 2004 році.

## Про пісню
Авторкою тексту є українська поетеса естонського походження Діана Гольде, музику написав Костянтин Меладзе. На час створення пісні вони вже певний час співпрацювали разом. У одному з інтерв'ю Діана розповіла, що спочатку була написана музика і перед поетесою було завдання написати текст. Вона знала, що виконавицею пісні буде Ніна Матвієнко, і це, за словами Діани, було для неї «страшенним екзаменом, написати щось, що досягне її (Матвієнко) рівня». Після написання тексту, Костянтин Меладзе зробив демо-запис у своєму виконанні та дав послухати співачці. Також він додавав, що хвилювався, що їй не сподобається композиція. За спогадами самої Ніни Матвієнко, спочатку пісню вона відклала, бо тональність композиції не дуже підходила їй, але пізніше вирішила записати. Згодом вона так відгукувалася про пісню і про Костянтина Меладзе:
|  | Вважаю, що мені дуже пощастило, це Бог його мені послав, бо пісня якраз відповідала моєму настрою. |

Пізніше, Ніна Матвієнко також заявляла, що впевнена, що композиція переросте її і стане народною.
Пісня вперше була представлена у новорічному музичному фільмі «Сорочинський ярмарок» 31 грудня 2004 року у етері телеканалу Інтер. У 2005 увішла до збірки пісень з цього музичного фільму, яка вийшла на компакт-диску.
Восени 2009 Ніна Матвієнко заспівала цю пісню разом з переможцем третього сезону української версії «Фабрики зірок» Стасом Шуринсом.
24 серпня 2021 року Ніна Матвієнко заспівала композицію «Квітка-душа» разом зі свою дочкою, Антоніною, на концерті присвяченому 30-тій річниці Незалежності України. Пізніше, 4 вересня вона також виконала цю пісню разом з Веронікою Морською на концерті «Головні хіти Незалежності. 30 років. 30 пісень. 30 артистів», який пройшов на Співочому полі у Києві.

### Зміст композиції
У пісні змальовуються пейзаж української землі, та сама композиція є зверненням до Бога, як прохання щастя і добробуту усім людям.

## Переспіви
24 серпня 2020 на святковому концерті з нагоди Дня Незалежності України уривок цієї композиції виконала українська співачка Джамала.
23 березня 2024 на благодійному музичному вечорі «PEACE. We Can Overcome War» у Відні цю пісню виконала дочка Ніни Матвієнко, Антоніна разом з міс Україна — Всесвіт 2023 Ангеліною Усановою.

## Відзнаки
У 2021 році українське онлайн-медіа Главком, з нагоди 30-тої річниці Незалежності України, включило композицію «Квітка-душа» у власний список найкращих пісень, який називався «ТОП-100 золотих хітів Незалежної України».

## Виноски
1. ↑  Вероніка Морська стала популярною після свого виконання пісні «Квітка-душа» на кастингу у талант-шоу «Україна має талант. Діти-2» від 15 квітня 2017[10][11]. Пізніше вона перемогла у тому сезоні.